# Bréviandes
Bréviandes är en kommun i departementet Aube i regionen Grand Est (tidigare regionen Champagne-Ardenne) i nordöstra Frankrike. Kommunen ligger  i kantonen Troyes 7e Canton som ligger i arrondissementet Troyes. År 2022 hade Bréviandes 3 091 invånare.

## Befolkningsutveckling
Antalet invånare i kommunen Bréviandes
Referens: INSEE